# Евангелическо-лютеранская церковь Румынии
Евангелическо-лютеранская церковь Румынии (рум. Biserica Evanghelică Luterană din România, венг. Romániai Evangélikus-Lutheránus Egyház, нем. Evangelisch-Lutherische Kirche in Rumänien) — одна из лютеранских деноминаций Румынии.

## История
Историческим фоном для возникновения новой деноминации была национальная напряжённость между немецким руководство Евангелической церкви Аугсбургского исповедания Румынии и пасторами венгерских приходов в конце XIX века. Это привело к формированию отдельного пробства в 1881 году. В 1921 году была сформирована независимая церковная организация, получившая название «Синодально-пресвитерианская евангелическо-лютеранская церковь».
После Второй мировой войны между двумя деноминациями было достигнуто соглашение о том, какие приходы принадлежат к каждой из них. В итоге к венгерских приходам присоединились словацкие, а также часть немецких общин в Клуж-Напока и Тыргу-Муреш. Синодальная церковь получила многие церковные здания, в том числе знаменитые укреплённые церкви в Копша-Микэ и Брашове.

## Современное состояние
Центр деноминации находился первоначально в Араде, затем переместился в Клуж-Напока. Официальный язык — венгерский, но существуют словацкие, немецкие и румынские (в Бухаресте) общины. Возглавляются епископами (Püspökök) и церковным куратором (Egyházkerületi felügyelők). Существуют три пробства (Egyházmegye) — Клуж-Напока, Брашов и Арад, возглавляемые пробстами (Esperes) и пробстскими кураторами (Egyházmegyei felügyelő), в которые входят 45 приходов (Egyházközségek). Согласно официальной переписи 2002 года, членами деноминации считают себя 26194 человека, согласно собственным данным — около 35 000.
Церковь входит в Всемирную лютеранскую федерацию. Партнёром Церкви является Евангелическо-лютеранская церковь Мекленбурга.

## Епископы
- 1927—1940 Lajos Frint
- 1941—1974 György Argay
- 1975—1991 Pál Szedressy
- 1992—2004 Árpád Mózes
- 2004-настоящее время Dezső Zoltán Adorjáni